# Jagdgeschwader 54
La Jagdgeschwader 54 (JG 54) (54e escadre de chasse), surnommée Grünherz (Cœur vert), est une unité de chasseurs de la Luftwaffe pendant la Seconde Guerre mondiale.
Active de 1939 à 1945, l'unité était affectée aux missions visant à assurer la supériorité aérienne de l'Allemagne dans le ciel d'Europe: Front de l'Est, de l'Ouest, du Sud.

## Opérations

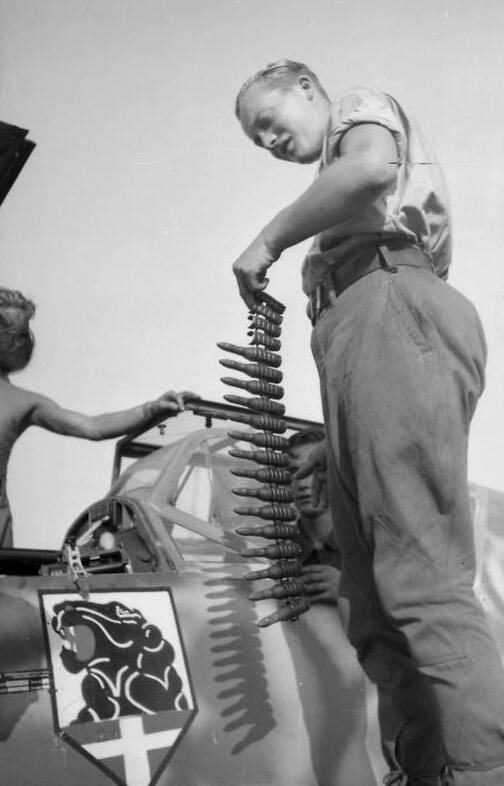
Chargement munition d'un Messerschmitt Bf 109 de la II./JG 54 sur le front russe

La JG 54 opère sur des chasseurs Messerschmitt Bf 109D, E et F et des Focke-Wulf Fw 190A et D.
- 1942
  - Siège de Léningrad
    - Offensive de Siniavine

## Organisation

### Stab. Gruppe
Formé le 1er février 1940 à Böblingen.

Geschwaderkommodore (Commandants de l'escadre) :
| Début            | Fin              | Grade          | Nom                |
| ---------------- | ---------------- | -------------- | ------------------ |
| 1er février 1940 | 25 août 1940     | Major          | Martin Mettig      |
| 25 août 1940     | 5 juillet 1943   | Oberstleutnant | Hannes Trautloft   |
| 6 juillet 1943   | 15 décembre 1943 | Major          | Hubertus von Bonin |
| 28 janvier 1944  | Septembre 1944   | Oberstleutnant | Anton Mader        |
| 1er octobre 1944 | 8 mai 1945       | Oberst         | Dieter Hrabak      |

### I. Gruppe
Formé le 1er mai 1939 à Herzogenaurach à partir du I./JG 333 avec :
- Stab I./JG 54 à partir du Stab I./JG 333
- 1./JG 54 à partir du 1./JG 333
- 2./JG 54 à partir du 2./JG 333
- 3./JG 54 à partir du 3./JG 333

Le 15 mai 1939, le I./JG 54 est renommé II./ZG 1 avec :
- Stab I./JG 54 devient Stab II./ZG 1
- 1./JG 54 devient 4./ZG 1
- 2./JG 54 devient 5./ZG 1
- 3./JG 54 devient 6./ZG 1

Le I./JG 54 est reformé le 13 septembre 1939 à Herzogenaurach à partir du I./JG 70 avec :
- Stab I./JG 54 nouvellement créé
- 1./JG 54 à partir du 1./JG 70
- 2./JG 54 à partir du 2./JG 70
- 3./JG 54 nouvellement créé

En août 1944, le I./JG 54 est réorganisé (le 2./JG 54 devient 12./JG 54 (attaché au III. Gruppe à partir de juin 1944)) :
- 1./JG 54 inchangé
- 2./JG 54 nouvellement créé
- 3./JG 54 inchangé
- 4./JG 54 à partir du 3./KG 2 (en octobre 1944)

Gruppenkommandeure (Commandant de groupe) :
| Début             | Fin              | Grade     | Nom                             |
| ----------------- | ---------------- | --------- | ------------------------------- |
| 1er mai 1939      | 15 mai 1939      | Major     | Rudolf Stoltenhoff              |
| 13 septembre 1939 | 31 décembre 1939 | Major     | Hans-Jürgen von Cramon-Taubadel |
| 1er janvier 1940  | 1er juillet 1941 | Hauptmann | Hubertus von Bonin              |
| 2 juillet 1941    | 20 décembre 1941 | Hauptmann | Erich von Selle                 |
| 20 décembre 1941  | 14 février 1942  | Hauptmann | Franz Eckerle                   |
| 17 février 1942   | 1er avril 1943   | Hauptmann | Hans Philipp                    |
| 15 avril 1943     | 6 juillet 1943   | Major     | Reinhard Seiler (en)            |
| 1er août 1943     | 3 août 1943      | Major     | Gerhard Homuth                  |
| 10 août 1943      | 4 février 1944   | Hauptmann | Walter Nowotny                  |
| 4 février 1944    | 8 août 1944      | Hauptmann | Horst Ademeit                   |
| 9 août 1944       | 8 mai 1945       | Hauptmann | Franz Eisenach                  |

### II. Gruppe
Formé le 4 juillet 1944 à Vlissingen à partir du I./JG 76 avec :
- Stab II./JG 54 à partir du Stab I./JG 76
- 4./JG 54 à partir du 1./JG 76
- 5./JG 54 à partir du 2./JG 76
- 6./JG 54 à partir du 3./JG 76

Le 4./JG 54 est attaché au III./JG 54 de février 1943 à juin 1944.
En août 1944, le II./JG 54 augmente ses effectifs à 4 staffeln (le 4./JG 54 devient 15./JG 54, et le 6./JG 54 devient 16./JG 54) :
- 5./JG 54 inchangé
- 6./JG 54 nouvellement créé (en octobre 1944)
- 7./JG 54 nouvellement créé (en octobre 1944)
- 8./JG 54 à partir du 4./KG 2

Gruppenkommandeure :
| Début            | Fin             | Grade     | Nom                |
| ---------------- | --------------- | --------- | ------------------ |
| 4 juillet 1940   | 11 juillet 1940 | Hauptmann | Richard Krau       |
| 11 juillet 1940  | 25 août 1940    | Hauptmann | Otto-Hans Winterer |
| 25 août 1940     | 27 octobre 1942 | Hauptmann | Dietrich Hrabak    |
| 19 novembre 1942 | 21 février 1943 | Major     | Hans von Hahn      |
| 21 février 1943  | 30 juillet 1943 | Hauptmann | Heinrich Jung      |
| 1er août 1943    | Février 1945    | Hauptmann | Erich Rudorffer    |
| Février 1945     | Mai 1945        | Hauptmann | Herbert Findeisen  |

### III. Gruppe
Formé le 6 juillet 1940 à Jesau à partir du I./JG 21 avec :
- Stab III./JG 54 à partir du Stab I./JG 21
- 7./JG 54 à partir du 1./JG 21
- 8./JG 54 à partir du 2./JG 21
- 9./JG 54 à partir du 3./JG 21

Le 4./JG 54 est attaché au Gruppe de février 1943 à juin 1944 et le 2./JG 54 est attaché au Gruppe à partir de juin 1944, et est renommé 12./JG 54 le 10 août 1944 à Oldenbourg.
Le 10 août 1944, le III./JG 54 augmente ses effectifs à 4 staffeln :
- 9./JG 54 inchangé
- 10./JG 54 à partir de l'ancien 7./JG 54
- 11./JG 54 à partir de l'ancien 8./JG 54
- 12./JG 54 à partir du 2./JG 54

Le 25 février 1945, le III./JG 54 est renommé IV./JG 26 avec :
- Stab III./JG 54 devient Stab IV./JG 26
- 9./JG 54 devient 13./JG 26
- 10./JG 54 devient 14./JG 26
- 11./JG 54 devient 15./JG 26
- 12./JG 54 devient 16./JG 26

Le III./JG 54 est reformé le 27 février 1945 à Grossenhain à partir du II./ZG 76 avec :
- Stab III./JG 54 à partir du Stab II./ZG 76
- 9./JG 54 à partir du 4./ZG 76
- 10./JG 54 à partir du 5./ZG 76
- 11./JG 54 à partir du 6./ZG 76

Le III./JG 54 est dissous le 5 avril 1945.
Gruppenkommandeure :
| Début            | Fin               | Grade        | Nom                             |
| ---------------- | ----------------- | ------------ | ------------------------------- |
| 6 juin 1940      | 5 septembre 1940  | Hauptmann    | Fritz Ultsch                    |
| 5 septembre 1940 | Octobre 1940      | Oberleutnant | Günther Scholz (par intérim)    |
| Octobre 1940     | Novembre 1940     | Oberleutnant | Hans-Ekkehard Bob (par intérim) |
| 4 novembre 1940  | 30 septembre 1941 | Hauptmann    | Arnold Lignitz                  |
| 1er octobre 1941 | 15 avril 1943     | Hauptmann    | Reinhard Seiler (en)            |
| Mai 1943         | 1er février 1944  | Hauptmann    | Siegfried Schnell               |
| Février 1944     | Février 1944      | Oberleutnant | Rudolf Patzak (par intérim)     |
| Février 1944     | Mars 1944         | Hauptmann    | Rudolf Klemm (par intérim)      |
| Mars 1944        | 10 mars 1944      | Hauptmann    | Rudolf Sinner                   |
| 14 mars 1944     | 20 juillet 1944   | Major        | Reinhard Schroer                |
| 21 juillet 1944  | 29 décembre 1944  | Hauptmann    | Robert Weiss                    |
| Janvier 1945     | Janvier 1945      | Oberleutnant | Hans Dortenmann (par intérim)   |
| Janvier 1945     | Janvier 1945      | Oberleutnant | Wilhelm Heilmann (par intérim)  |
| Février 1945     | 17 avril 1945     | Major        | Rudolf Klemm                    |

### IV. Gruppe
Formé en juillet 1943 à Jesau à partir d'éléments du 4./JG 54 avec :
- Stab IV./JG 54 nouvellement créé
- 10./JG 54 nouvellement créé
- 11./JG 54 nouvellement créé
- 12./JG 54 nouvellement créé

Le IV./JG 54 est réorganisé en août 1944 (l'ancien 12./JG 54 devient une partie du III./JG 54) :
- 13./JG 54 à partir de l'ancien 10./JG 54
- 14./JG 54 à partir de l'ancien 11./JG 54
- 15./JG 54 à partir du 4./JG 54
- 16./JG 54 à partir du 6./JG 54

Le 7 février 1945, le IV./JG 54 est renommé II./JG 7 :
- Stab IV./JG 54 devient Stab II./JG 7
- 13./JG 54 devient 5./JG 7
- 14./JG 54 devient 6./JG 7
- 15./JG 54 devient 7./JG 7
- 16./JG 54 devient 8./JG 7

Gruppenkommandeure :
| Début            | Fin               | Grade     | Nom                         |
| ---------------- | ----------------- | --------- | --------------------------- |
| Juillet 1943     | 30 juillet 1943   | Hauptmann | Erich Rudorffer             |
| 30 juillet 1943  | Février 1944      | Hauptmann | Rudolf Sinner               |
| 11 février 1944  | 25 février 1944   | Hauptmann | Siegfried Schnell           |
| Mars 1944        | Mai 1944          | Hauptmann | Gerhard Koall (par intérim) |
| Mai 1944         | 30 septembre 1944 | Major     | Wolfgang Späte (en)         |
| 1er octobre 1944 | Février 1945      | Hauptmann | Rudolf Klemm                |
| Mars 1945        | Avril 1945        | Hauptmann | Fritz-Karl Schloßstein      |

### Ergänzungsgruppe
Formé en octobre 1940 à Bergen-am-Zee en tant que Erg.Staffel/JG 54.

En février 1941, l'Erg.Staffel augmente ses effectifs pour devenir Erg.Gruppe/JG 54 avec :
- Stab du Ergänzungsgruppe/JG 54 nouvellement créé
- 1. Einsatzstaffel/JG 54 nouvellement créé
- 2. Ausbildungsstaffel/JG 54 à partir du Erg.Sta./JG 54

Le Stab Erg.Gruppe/JG 54 est dissous en janvier 1942, le 2. Ausbildungsstaffel/JG 54 devient 3./EJGr.Ost, mais le 1. Einsatzstaffel/JG 54 est maintenu jusqu'au 9 mars 1942, quand il est dissous.
Gruppenkommandeure :
| Début             | Fin            | Grade        | Nom           |
| ----------------- | -------------- | ------------ | ------------- |
| 28 septembre 1940 | 9 octobre 1940 | Oberleutnant | Helmut Zilken |
| 10 octobre 1940   | 9 mars 1942    | Hauptmann    | Leo Eggers    |

### 10.(Jabo)/JG 54
Formé le 17 février 1943 à Saint-Omer-Wizernes à partir du 10.(Jabo)/JG 26.
Le 15 avril 1943, il est renommé 14./SKG 10.

## Récipiendaires de la Croix de chevalier
55 pilotes de la Jagdgeschwader 54 ont été décorés de la Croix de chevalier de la Croix de fer :
| Nom                       | Croix de chevalier | Feuilles de chêne | Epées             | Diamant        |
| ------------------------- | ------------------ | ----------------- | ----------------- | -------------- |
| Hrabak, Dietrich          | 21 octobre 1940    | 25 novembre 1943  |                   |                |
| Philipp, Hans             | 22 octobre 1940    | 24 août 1941      | 12 mars 1942      |                |
| Lignitz, Arnold           | 5 novembre 1940    |                   |                   |                |
| Bob, Hans-Ekkehard        | 7 mars 1941        |                   |                   |                |
| Rudorffer, Erich          | 1er mai 1941       | 11 avril 1944     | 26 janvier 1945   |                |
| Trautloft, Johannes       | 27 juillet 1941    |                   |                   |                |
| Mütherich, Hubert         | 6 août 1941        |                   |                   |                |
| Pöhs, Josef               | 6 août 1941        |                   |                   |                |
| Ostermann, Max-Hellmuth   | 4 septembre 1941   | 12 mars 1942      | 17 mai 1942       |                |
| Eckerle, Franz            | 28 septembre 1941  | 12 mars 1942      |                   |                |
| Späte, Wolfgang           | 5 octobre 1941     | 23 avril 1942     |                   |                |
| Seiler, Reinhard          | 20 décembre 1941   | 2 mars 1944       |                   |                |
| Kempf, Karl               | 4 février 1942     |                   |                   |                |
| Beißwenger, Hans          | 9 mai 1942         | 3 octobre 1942    |                   |                |
| Hannig, Horst             | 9 mai 1942         | 3 janvier 1944    |                   |                |
| Stotz, Max                | 19 juin 1942       | 30 octobre 1942   |                   |                |
| Wandel, Joachim           | 21 août 1942       |                   |                   |                |
| Nowotny, Walter           | 4 septembre 1942   | 5 septembre 1943  | 22 septembre 1943 | 9 octobre 1943 |
| Sattig, Carl              | 19 septembre 1942  |                   |                   |                |
| Schilling, Wilhelm        | 10 octobre 1942    |                   |                   |                |
| Siegler, Peter            | 3 novembre 1942    |                   |                   |                |
| Heyer, Hans-Joachim       | 25 novembre 1942   |                   |                   |                |
| Götz, Hans                | 23 décembre 1942   |                   |                   |                |
| Zweigart, Eugen-Ludwig    | 22 janvier 1943    |                   |                   |                |
| Rupp, Friedrich           | 24 janvier 1943    |                   |                   |                |
| Broennle, Herbert         | 14 mars 1943       |                   |                   |                |
| Fink, Günter              | 14 mars 1943       |                   |                   |                |
| Ademeit, Horst            | 1er mars 1943      | 2 mars 1944       |                   |                |
| Kittel, Otto              | 29 octobre 1943    | 1er avril 1944    | 25 novembre 1944  |                |
| Jung, Heinrich            | 12 novembre 1943   |                   |                   |                |
| Lang, Emil                | 22 novembre 1943   | 11 avril 1944     |                   |                |
| Wolf, Albin               | 22 novembre 1943   | 27 avril 1944     |                   |                |
| Sterr, Heinrich           | 5 décembre 1943    |                   |                   |                |
| Scheel, Günther           | 5 décembre 1943    |                   |                   |                |
| Loos, Gerhard             | 5 février 1944     |                   |                   |                |
| Döbele, Anton             | 26 mars 1944       |                   |                   |                |
| Philipp, Wilhelm          | 26 mars 1944       |                   |                   |                |
| Weiß, Robert              | 26 mars 1944       | 12 mars 1945      |                   |                |
| Tegtmeier, Fritz          | 28 mars 1944       |                   |                   |                |
| Teumer, Alfred            | 19 août 1944       |                   |                   |                |
| Brandt, Paul              | 5 septembre 1944   |                   |                   |                |
| Rademacher, Rudolf        | 30 septembre 1944  |                   |                   |                |
| Wernicke, Heinz           | 30 septembre 1944  |                   |                   |                |
| Grollmus, Helmut          | 6 octobre 1944     |                   |                   |                |
| Eisenach, Franz           | 10 octobre 1944    |                   |                   |                |
| Koall, Gerhard            | 10 octobre 1944    |                   |                   |                |
| Mißner, Helmut            | 10 octobre 1944    |                   |                   |                |
| Wernitz, Ulrich           | 29 octobre 1944    |                   |                   |                |
| Klemm, Rudolf             | 18 novembre 1944   |                   |                   |                |
| Thyben, Gerhard           | 6 décembre 1944    | 8 avril 1945      |                   |                |
| Wöhnert, Ulrich           | 6 décembre 1944    |                   |                   |                |
| Hoffmann, Reinhold        | 28 janvier 1945    |                   |                   |                |
| Schleinhege, Hermann      | 28 janvier 1945    |                   |                   |                |
| Broch, Hugo               | 12 mars 1945       |                   |                   |                |
| Kroschinski, Hans-Joachim | 17 avril 1945      |                   |                   |                |